# Jean-François Bayart
Pour les articles homonymes, voir Bayart.
Ne doit pas être confondu avec Jean-François Bayard.
 (avril 2022).
Jean-François Bayart, né le 20 mars 1950 à Boulogne-Billancourt, est un politologue et sociologue français, directeur de recherche au CNRS, dont la spécialité est la sociologie historique comparée de l’État.
Il est notamment l’auteur de plusieurs ouvrages sur l’Afrique subsaharienne et sur l’historicité du politique. Il est depuis 2015 professeur à l'Institut de hautes études internationales et du développement de Genève.
Il a été le fondateur des revues Politique africaine (en 1980-81), Critique internationale (en 1998) et de la collection « Recherches internationales » (en 1998, aux éditions Karthala). Il a été le directeur du Centre d’études et de recherches internationales (CERI) de Institut d'études politiques de Paris (Sciences Po Paris) (de 1994 à 2000) et est le président-fondateur du Fonds d’analyse des sociétés politiques (FASOPO) (depuis 2003).
Il est commentateur de la politique internationale dans différents médias, notamment Mediapart. Il a été consultant permanent du Centre d'analyse, de prévision et de stratégie du ministère des Affaires étrangères de la République française (1990-2005), et membre de la Commission du Livre blanc sur la Défense et la Sécurité nationale (2012-2013). Il est le directeur scientifique du Focus des Rencontres des cinémas d’Europe de la Maison de l’image d’Aubenas (depuis 2010). Il a enseigné à l’Institut d’études politiques de Paris, à l’université de Paris 1 Panthéon Sorbonne, à l’université de Lausanne, à l’université de Turin.

## Biographie

### Jeunesse et études
Jean-François Bayart est diplômé de l'Institut d'études politiques de Paris en 1970. Il obtient un doctorat d'État en sciences politiques en 1977 sous la direction de Pierre Alexandre et Serge Hurtig.

### Parcours professionnel
Jean-François Bayart enseigne à l'IEP de Paris. De 1994 à 2000, il est directeur Centre d’études et de recherches internationales (CERI) et promeut son rayonnement à l'international. Il essaie de débureaucratiser le fonctionnement du CERI. Il aurait refusé la direction scientifique de la Fondation nationale des sciences politiques proposée par Richard Descoings[réf. nécessaire].
Ainsi, selon Morgane Govoreanu , l’une des particularités de son parcours professionnel est d’avoir toujours distingué les rôles que celui-ci lui faisait endosser, et dont il n’a jamais manqué de souligner les logiques spécifiques : ceux du chercheur, de l’enseignant, de l’administrateur, de l’expert-consultant, du commentateur engagé,.
Il a fondé deux revues, dont la première à l’âge de trente ans, et une collection d’ouvrages, ainsi que le Fonds d’analyse des sociétés politiques. En 2010, il crée Focus des Rencontres des cinémas d’Europe, à la Maison de l’Image d’Aubenas.

## Apports
Dès son premier ouvrage, L’État au Cameroun (1979), Jean-François Bayart a pris ses distances par rapport aux écoles qui dominaient alors la science politique – d'une part, les théories de la modernisation et du développement politique, d'origine nord-américaine, de l'autre, l'école dite de la dépendance, d'origine latino-américaine. Les systèmes d'inégalité et de domination inhérents aux sociétés africaines précoloniales possèdent leur propre dynamique historique. Dès lors, les constructions nationales postcoloniales ne peuvent être appréhendées du seul point de vue de leurs relations avec les puissances occidentales et leur positionnement dans l'économie mondiale. Les États africains doivent être analysés dans leur historicité, ce qui implique d'analyser les rapports de pouvoir au sein des sociétés africaines contemporaines - notamment le rôle joué par la classe dominante de ses sociétés, de manière à mettre à jour l'ensemble des paramètres qui influencent le présent et le devenir de ces États,.
À partir de cette perspective, Jean-François Bayart a développé des concepts originaux, largement repris dans le champ des sciences sociales, tels que les concepts de :
- rente de la dépendance ;
- État-rhizome ;
- stratégie d'extraversion ;
- assimilation réciproque des élites[13].

Le même genre de malentendu surviendra lors de la parution de La Criminalisation de l’État en Afrique (1997, en collaboration avec Stephen Ellis et Béatrice Hibou), relevait d’une problématique de sociologie historique dont le propos était circonscrit à une poignée de pays.[source insuffisante]
Pourtant, l’année précédente, Jean-François Bayart avait critiqué le culturalisme dans L’Illusion identitaire (1996), un ouvrage dans lequel il prenait le contre-pied de la thèse de Samuel Huntington sur le « choc des civilisations » et développait une problématique permettant de penser les relations consubstantielles entre culture et politique « sans être culturaliste », un peu comme il avait essayé de penser la dépendance de l’Afrique « sans être dépendantiste » une dizaine d’années auparavant. Au-delà des débats et des polémiques du moment, ce livre s'inscrivait dans la continuité de L’État en Afrique, dont il aurait dû constituer originellement la dernière partie, et affinait les problématiques de l'énonciation du politique et de l'extraversion qu'il avait proposées dans les années 1980, tout en insistant sur le rôle central de l’imaginaire dans la production du politique et sur le rapport de celui-ci aux pratiques de la culture matérielle.
Les travaux de Jean-François Bayart, dans les années 1980, insistaient sur la nécessité d'appréhender le politique « par le bas » et en attirant l'attention sur les « modes populaires d’action politique », notions qu'il avait mises en avant dans L’État au Cameroun (1979) et qu'il a reprises dans des articles de Politique africaine et de la Revue française de science politique (dont certains ont été rassemblés dans Le Politique par le bas en Afrique noire, publié, en collaboration avec Achille Mbembe et Comi Toulabor en 1992, et réédité en 2008 dans une nouvelle version augmentée). Cette problématique du « politique par le bas » était d'ailleurs dans l'esprit du temps puisqu'elle rejoignait sur bien des plans les travaux concomitants de l’Alltagsgeschichte (l'histoire du quotidien) en Allemagne, des subaltern studies indianistes ou encore de l’historien français Michel de Certeau qui participa à plusieurs reprises au séminaire de Jean-François Bayart au Centre d’études et de recherches internationales[source insuffisante].
Jean-François Bayart s'est attelé ensuite à la rédaction d’un diptyque qui couronnait ses travaux antérieurs. Dans Le Gouvernement du monde. Une critique politique de la globalisation (2004), il revient sur la question de l'historicité de l'État en montrant que l'universalisation de celui-ci était une dimension de la globalisation qui prévalait depuis deux siècles, au contraire de ce que la théorie des relations internationales prétendait. Il introduit alors dans sa réflexion le concept de « national-libéralisme » qu'il reprit ultérieurement sur un mode polémique dans un recueil d'articles engagés, non sans préciser que le national-libéralisme entretient avec le libéralisme le même genre de rapport que le national-socialisme avec le socialisme (Sortir du national-libéralisme. Croquis politiques des années 2004-2012, 2012). En outre, il analyse, dans Le Gouvernement du monde, les processus de subjectivation qui produisent la globalisation, à l’interface de la culture matérielle et des techniques du corps, et qui interdisent de ne voir dans la mondialisation qu’une expérience d’aliénation.
Dans L’Islam républicain. Ankara, Téhéran, Dakar (2010), il montre à nouveau, trois études de cas à l’appui, l’inanité de l’explication culturaliste du politique[réf. nécessaire] et lui substitue une interprétation sociologique en matière de formation de l’État, en insistant derechef sur l’historicité de celui-ci, sur les connexions entre trajectoires nationales ou impériales, sur l’imbrication des durées constitutives du politique, sur l’importance des pratiques de subjectivation[source insuffisante].
Jean-François Bayart centre son approche sur les pratiques effectives des acteurs, sur les idéologies ou les représentations culturelles. Il s'interroge sur les paradoxes de l’histoire, en insistant sur l’indissociabilité de la coercition et de l’hégémonie, en mettant l’accent sur l’expérience vécue des acteurs. Sa méthode se distingue par une étude qui va de l’observation empirique à la problématisation et à la théorisation[source insuffisante]. 
Jean-François Bayart a longtemps critiqué la politique étrangère de la France, estimant qu'elle ne servait pas suffisamment les pays tiers, notamment les anciennes colonies françaises d'Afrique. Il est également partisan d'une ouverture totale des frontières et dénonce les efforts de l'Europe visant à endiguer l'immigration africaine, appelant même à punir, « inch’Allah » [sic], les dirigeants européens, coupables à ses yeux d'avoir noué des accords de coopération avec la Libye en la matière.

### Fonctions
- 1994 à 2000 : Directeur du CERI[25]
- 1980 à 1982 : fondateur et directeur de la revue Politique africaine
- 1998 à 2003 : fondateur et directeur de la revue Critique internationale
- depuis 1981 : membre du conseil scientifique de African Affairs
- depuis 1998 : directeur de la collection Recherches internationales aux Éditions Karthala.
- 1990 à 2005 : consultant permanent au Centre d’analyse et de prévision du ministère des Affaires étrangères
- 2002 à 2006 : gouverneur de la European Cultural Foundation (Amsterdam)
- depuis 2015: professeur à l'IHEID  (Institut des Hautes Études internationales et du développement) à Genève, titulaire de la chaire Yves Oltramare « Religion et politique dans le monde contemporain »

## Publications
- L'État au Cameroun, Paris, Presses de la Fondation nationale des sciences politiques, 1979 (2e édition augmentée : 1985) ; notes de lecture par Jean-François Médard, Christian Coulon, Yves-André Fauré, Jean-Claude Barbier, Jean Copans, in Politique africaine, no 1, mars 1981, p. 120-139, [lire en ligne]
- La Politique africaine de François Mitterrand, Paris, Karthala, 1984
- L'État en Afrique. La politique du ventre, Paris, Fayard, 1989 (2e édition augmentée, Fayard, 2006)
- Avec Fariba Adelkhah & Olivier Roy, Thermidor en Iran, Bruxelles, Complexe (« Espace international » 9), 1993 .
- Les Temps modernes, « La France au Rwanda », CERI, Paris, 1995
- L'Illusion identitaire, Paris, Fayard, 1996 (prix Jean-Jacques Rousseau, 1997), 2018
- Le Gouvernement du monde. Une Critique politique de la globalisation, Paris, Fayard, 2004
- Les Études postcoloniales. Un carnaval académique, Paris, Karthala, 2010
- L’Islam républicain. Ankara, Téhéran, Dakar, Paris, Albin Michel, 2010
- Africa en el Espejo. Colonizacion, criminalidad y estado, Mexico, Fondo de Cultura Economica, 2011
- Sortir du national-libéralisme. Croquis politiques des années 2004-2012, Paris, Karthala, 2012
- Le Plan cul. Ethnologie d'une pratique sexuelle, Paris, Fayard, 2014
- Les Fondamentalistes de l'identité. Laïcisme versus djihadisme. Paris, Karthala, 2016
- L'Impasse nationale-libérale, Paris, La découverte, coll. « Cahiers libres », 2017, 229 p. (ISBN 978-2-7071-9410-7)
- L'énergie de l'État. Pour une sociologie historique et comparée du politique, Paris, La découverte, coll. « Sciences humaines », 2022, 780 p. (ISBN 9782348072321)
- Malheur à la ville dont le prince est un enfant, Karthala, 2024, 220 p. (ISBN 9782384092093)